# Ricardo Güiraldes

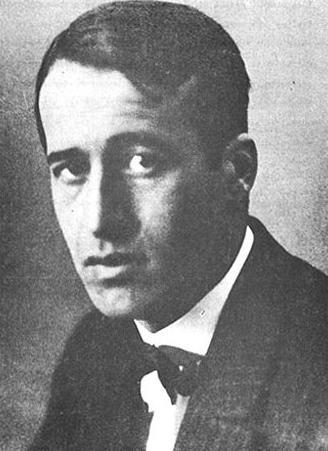
Ricardo Güiraldes

Ricardo Güiraldes (n. 13 februarie 1886 — d. 8 octombrie 1927) a fost un scriitor argentinian, unul dintre cei mai importanți scriitori ai începutului de secol XX din această țară.

## Scrieri
- 1915: Clopoțelul de cristal ("El cencerro de cristal"), volum de poezii prin care deschide drumul liricii de avangardă
- 1915: Povestiri de moarte și sânge ("Cuentos de muerte y de sangre")
- 1917: Raucho
- 1922: Rosaura
- 1923: Xaimaca
- 1926: Don Segundo Sombra, cea mai cunoscută operă a sa, un adevărat roman al pampei, care urmărește drumul unui tânăr orfan în devenirea sa ca gaucho.